# Tameka Yallop
Tameka Yallop (* 16. Juni 1991 in Orange, New South Wales als Tameka Butt) ist eine australische Fußballnationalspielerin.

## Karriere

### Vereine
Tameka Yallop stand von 2008 bis 2018 beim australischen Erstligisten Brisbane Roar (bis 2009 Queensland Roar) unter Vertrag. Die in Australien spielfreien Winterhalbjahre überbrückte sie regelmäßig bei Vereinen in der nördlichen Hemisphäre, unter anderem bei den Boston Breakers in der WPSL Elite, beim Bundesligisten 1. FFC Frankfurt und beim japanischen Erstligisten Iga FC Kunoichi. Zwischenzeitlich spielte sie in drei Spielzeiten in Norwegen bei Klepp IL und in Australien bei Melbourne City.
Im Mai 2021 erhielt sie einen Vertrag bei West Ham United für die Saison 2021/22. Im August 2022 wechselte sie nach Norwegen zu Brann Bergen.
Nach der WM 2023 erhielt sie einen unbefristeten Vertrag bei ihrem früheren Verein Brisbane Roar.

### Nationalmannschaft

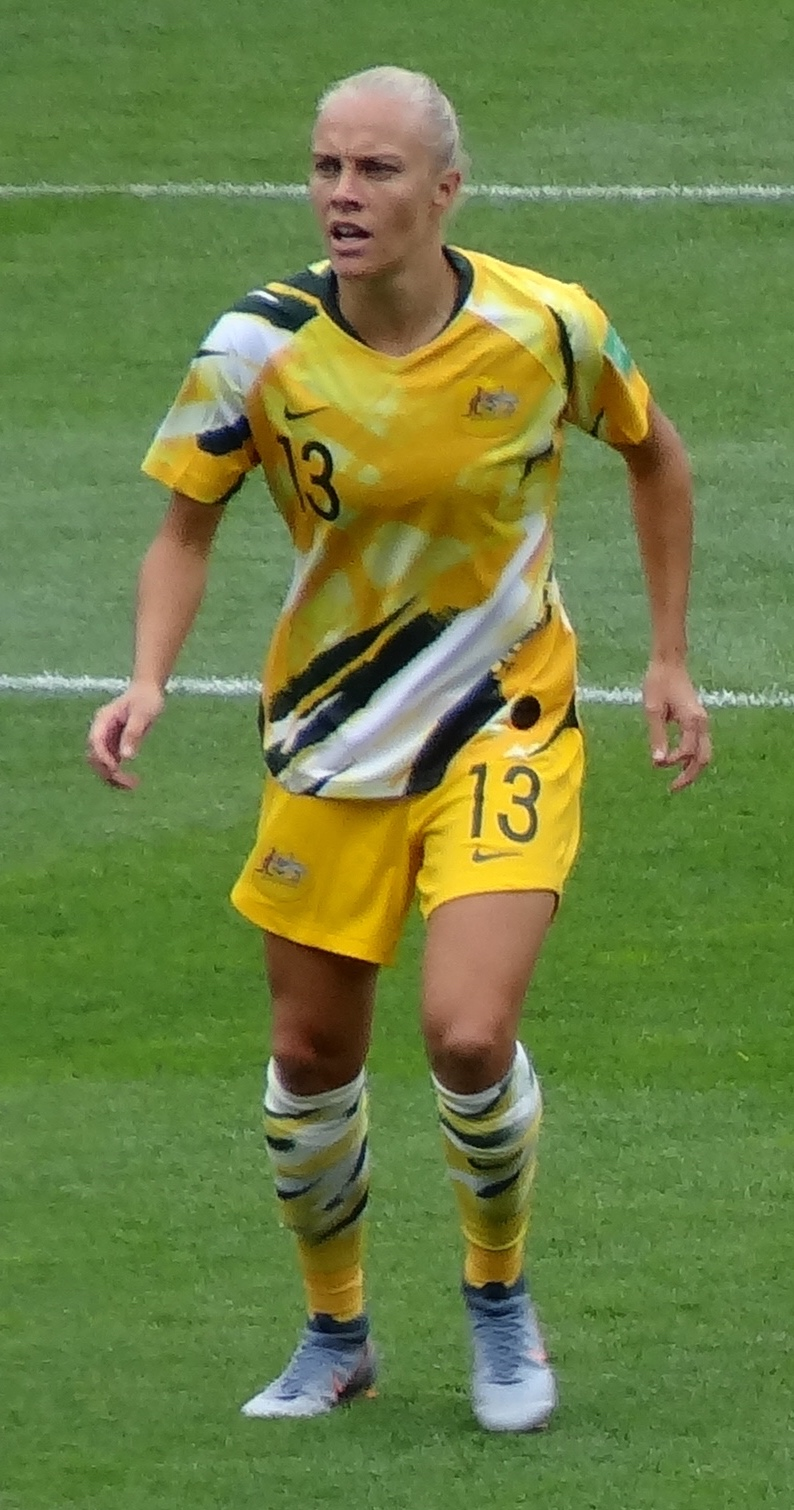
Yallop bei der WM 2019

Butt debütierte im Jahr 2007 in der australischen Nationalmannschaft und gewann mit dieser die Fußball-Asienmeisterschaft 2010. Ein Jahr später war sie Teil des australischen Aufgebots bei der Fußball-Weltmeisterschaft 2011. Sie wurde im ersten Gruppenspiel gegen Brasilien und im Viertelfinale gegen den späteren Dritten Schweden eingesetzt. Bei der Fußball-Asienmeisterschaft der Frauen 2014, bei der die Qualifikation für die WM 2015 gelang, hatte sie vier Kurzeinsätze. Bei der WM-Endrunde kam sie in drei Spielen auf 105 Einsatzminuten.
Sie gehörte auch zum Kader für die Olympischen Spiele 2016, wurde aber nicht eingesetzt. Bei der Fußball-Asienmeisterschaft der Frauen 2018 wurde sie in den Gruppenspielen gegen Japan und Südkorea sowie im Finale gegen Japan eingesetzt. Durch einen Halbfinalsieg per Elfmeterschießen gegen Thailand konnten sich die Australierinnen für die WM-Endrunde in Frankreich qualifizieren. Dort wurde sie in den Gruppenspielen gegen Italien und Brasilien sowie im Achtelfinale gegen Ex-Weltmeister Norwegen eingesetzt, das im Elfmeterschießen verloren wurde.
In der erfolgreich absolvierten Qualifikation  für die Olympischen Spiele 2020 kam sie in vier von fünf Spielen zum Einsatz. Bei den wegen der COVID-19-Pandemie um ein Jahr verschobenen Spielen wurde sie in allen Spielen der Australierinnen eingesetzt, dabei aber viermal ausgewechselt. Im ersten Gruppenspiel gegen Neuseeland, das mit 2:1 gewonnen wurde, erzielte sie das erste Turniertor für ihre Mannschaft. Am Ende wurden die Australierinnen Vierte – ihre bisher beste Platzierung bei einem großen interkontinentalen Turnier.
Am 27. November 2021 machte sie bei der 0:3-Niederlage im Freundschaftsspiel gegen Weltmeister USA vor der Rekordkulisse von 36.109 Zuschauern ihr 100. Länderspiel.
Im Januar 2022 wurde sie für die Asienmeisterschaft in Indien nominiert. Sie kam in den ersten beiden Spielen zum Einsatz. Danach konnte sie wegen eines positiven COVID-19-Tests nicht mehr eingesetzt werden. Ihre Mannschaft schied im Viertelfinale mit 0:1 gegen Südkorea aus.
Am 3. Juli 2023 wurde sie für die WM-Endrunde in ihrer Heimat nominiert, kam in zwei Spielen ihres Teams zu Kurzeinsätzen und erreichte den vierten Platz mit ihrer Mannschaft. Im Viertelfinale gegen Frankreich wurde sie vier Minuten vor Ende der Verlängerung eingewechselt und gehörte zu den erfolgreichen Elfmeterschützinnen ihrer Mannschaft.
Bei den Olympischen Spielen 2024 schied sie mit ihrer Mannschaft nach Niederlagen gegen Deutschland und die USA sowie einem 6:5-Sieg gegen Sambia nach 2:5-Rückstand, nach der Vorrunde aus. Sie wurde aber lediglich für die letzten fünf Minuten des Spiels gegen die USA eingewechselt.

## Erfolge
- 2010: Gewinn der Asienmeisterschaft
- 2008/09, 2010/11: Meisterschaft der W-League (Queensland Roar / Brisbane Roar)
- 2017: Gewinn des Tournament of Nations
- 2019 und 2023: Gewinn des Cup of Nations
- 2022: Norwegische Meisterin und Pokalsiegerin

## Persönliches
Im Februar 2019 heiratete Butt die neuseeländische Nationalspielerin Kirsty Yallop, mit der sie bei Klepp IL zusammenspielte, und nahm den Nachnamen Yallop an. Beide sind die einzigen miteinander verheirateten Spielerinnen, die jeweils mindestens 100 Länderspiele bestritten haben.